# Boheľov
Boheľov este o comună slovacă, aflată în districtul Dunajská Streda din regiunea Trnava. Localitatea se află la altitudinea de 112 m deasupra n.m., se întinde pe o suprafață de 8,29 km2 și în 2017 număra 355 de locuitori. Se învecinează cu Dolný Štál, Veľký Meder și Padáň.

## Istoric
Localitatea Boheľov este atestată documentar din 1400.

## Demografie
| An:                | 1994 | 2004   | 2014   | 2024   |
| ------------------ | ---- | ------ | ------ | ------ |
| Număr de persoane: | 371  | 365    | 346    | 355    |
| Diferență:         |      | −1,61% | −5,20% | +2,60% |

| An:                | 2023 | 2024   |
| ------------------ | ---- | ------ |
| Număr de persoane: | 357  | 355    |
| Diferență:         |      | −0,56% |